# Ademhaling (dier)

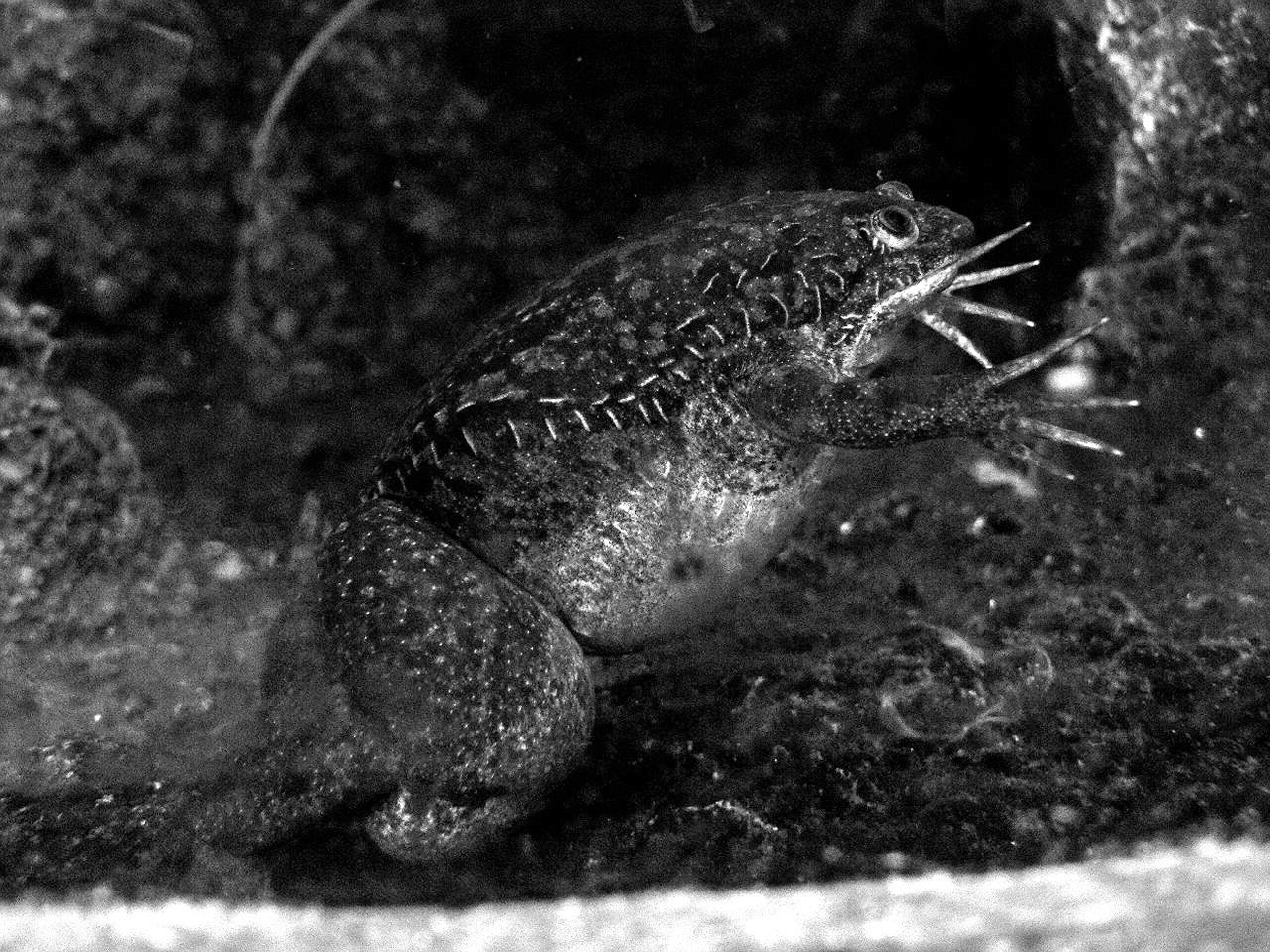
De klauwkikker heeft structuren voor de gaswisseling aan de flanken die op deze zwart-witopname goed te zien zijn als de stikseltjes op de flanken. Ze verzorgen gaswisseling onder water zodat de kikker minder vaak adem hoeft te halen aan het wateroppervlak. Het dier is hierdoor minder kwetsbaar voor vijanden en kan meer tijd besteden aan het jagen op prooien

Ademhaling of respiratie is het aan- en afvoeren van lucht in een dierlijk lichaam om de gaswisseling in het lichaam te vergemakkelijken, meestal door de aanvoer van zuurstof en de afvoer van koolstofdioxide. Dit is noodzakelijk voor de verbranding. Er zijn verschillende ademhalingssystemen.
Ademhaling kan bij zeer kleine dieren plaatsvinden door directe diffusie als afstanden van de huid of darmkanaal naar de organen kleiner dan een millimeter zijn. Bij grotere afstanden is een vorm van circulatie nodig. Huidademhaling kan dan voldoende zijn, maar bij grotere dieren en meer activiteit is dit niet altijd het geval. Daartoe zijn diverse ademhalingsorganen geëvolueerd en bekleed met respiratoir epitheel:
- rond de kop:
  - membrana buccopharyngea (keelademhaling), branchiale en operculaire kamers of oppervlakten daarvan
  - branchiale en slokdarmzakjes als kieuwen en afgeleiden daarvan
- organen langs het spijsverteringkanaal:
  - slokdarm (longen, ductus pneumaticus, zwemblaas), maag en darmen[1]

## Zoogdieren
Zoogdieren hebben vaak een paar longen. Zoogdieren hebben, evenals vogels, een constante lichaamstemperatuur en hebben een hoge ademhalingsfrequentie om hun relatief hoge metabolisme van voldoende zuurstof te voorzien.
In contrast met de laterale buiging bij hagedissen helpt de sagittale buiging bij zoogdieren in draaiende galop juist bij de ademhaling. Met de benen ver uit elkaar en een holle rug wordt de lucht aangezogen, terwijl de lucht uit de longen wordt gepompt bij de kromme rug als de benen onder het lichaam komen. Een nadeel hiervan is dat de ademhaling niet sneller kan dan het looptempo, wat een limiet stelt aan de zuurstofhoeveelheid en de warmte-afvoer. Gangen waarbij geen sagittale buiging optreedt, zoals bij een hardlopende mens, zijn niet gelimiteerd door het looptempo.

## Vogels

Het ademhalingsstelsel van vogels met luchtzakken

Vogels zijn endotherm, wat gepaard gaat met een verhoogde stofwisseling. Dit is nodig om de energie te leveren voor het vliegen. Waarschijnlijk was dit fysiologische kenmerk al aanwezig bij eerdere dinosauriërs, wat waarschijnlijk ook geldt voor de aanwezigheid van luchtzakken waardoor de longen onbeweeglijk kunnen zijn. De lucht wordt door luchtzakken en kleppen door de longen gepompt met een aparte ingang en uitgang. Zo is er geen vermenging van zuurstofarme gebruikte en zuurstofrijke ongebruikte lucht tijdens de gaswisseling, wat resulteert in het meest efficiënte ademhalingsstelsel van alle gewervelden.

## Reptielen

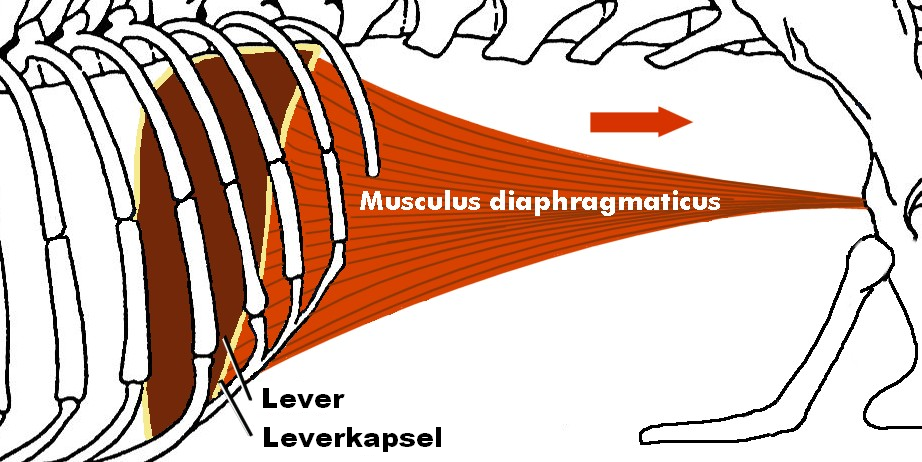
De spier Musculus diaphragmaticus is uniek voor de krokodilachtigen

Reptielen hebben meestal twee longen, iedere groep heeft zo zijn aanpassingen en beperkingen, voortkomend uit de anatomie en levenswijze.
- Krokodilachtigen kunnen zeer lang hun adem inhouden, en hebben een aanpassing van het bloed waardoor ze veel efficiënter zuurstof uit het hemoglobine kunnen halen. Ook hebben ze als enige reptielen een met het longvlies vergelijkbare spier: de Musculus diaphragmaticus. De longen worden niet alleen gebruikt voor de ademhaling, maar ook voor de voortbeweging.
- Slangen zijn een uitzondering binnen de reptielen omdat het de enige reptielen zijn die niet altijd twee longen hebben; ze hebben een sterk gedegenereerde linkerlong, die soms zelfs geheel verloren is gegaan. Dit is een aanpassing op het langwerpige lichaam van slangen.
- Schildpadden kunnen door hun harde schild, dat niet uit kan zetten, moeilijk ademhalen. Ze gebruiken de spieren in de keel en de voorpoten om lucht naar binnen te zuigen en spieren achter de longen om de lucht weer naar buiten te persen. Enkele soorten hebben aanpassingen om onder water adem te halen, sommige soorten hebben zuurstofopnemend weefsel in de keel, andere hebben vergelijkbare cellen in de cloaca. Bij beide groepen wordt water in en uit de holte geperst zodat gasuitwisseling kan plaatsvinden en de ademhalingsfrequentie kan worden verlaagd.

### Hagedissen
Hagedissen hebben twee longen en sommige zwaar bepantserde soorten hebben een plooi aan de flanken die uitgerekt kan worden om de ademhaling mogelijk te maken. Bij de vroegste viervoeters werd mogelijk de ademhaling belemmerd door een gang die gekenmerkt wordt door een spreidstand van het heupgewricht en een zijdelingse wervelbuiging. De huidige hagedissen hebben een vergelijkbare anatomie waarbij dit het geval is, doordat spieren van de ribbenkast zowel voor de voortbeweging als voor de ademhaling worden gebruikt. Veel koudbloedigen hebben deze beperking – door Richard Cowen naar David Carrier Carrier's constraint genoemd – en vertrouwen daarom op anaerobe verbranding voor korte uitbarstingen, of hebben passieve verdedigingsmechanismes.
De zijdelingse beweging bij hagedissen vereist dat de spieren aan de ene zijde samentrekken en aan de andere zijde ontspannen, terwijl bij de ademhaling de beide zijden gelijktijdig samentrekken en ontspannen. Daarnaast helpt laterale buiging niet om lucht in en uit beide longen te pompen, doordat de buigingsas door het midden van de romp loopt. Waar aan de ene zijde het volume vergroot wordt, wordt dat aan de andere zijde juist verkleind. Verder maakt de spreidstand van het heupgewricht dat er een laterale kracht op de romp komt te staan, waartegen spieren zich aanspannen die ook voor de ademhaling gebruikt worden.
Brughagedissen zijn niet direct verwant aan hagedissen, maar hebben een vergelijkbare ademhaling. Hun metabolisme is erg laag omdat ze in koele streken leven, enkele rotsachtige, winderige eilanden rond Nieuw-Zeeland. Ze hebben een laag metabolisme, en een lagere ademhalingsfrequentie.

## Amfibieën
Alle amfibieën hebben als larve kieuwen, die de meeste soorten weer verliezen tijdens de metamorfose zodat ze op volwassen leeftijd over een stel longen beschikken waarmee geademd kan worden. Alle kikkers hebben longen, op één soort na; van de alleen op Borneo voorkomende soort Barbourula kalimantanensis is pas in 2008 ontdekt dat het dier geen longen heeft en als enige kikker uitsluitend door de huid ademt. De meeste kikkers en padden kunnen ook zuurstof door de huid opnemen, zo kunnen ze in de winter, ingegraven in modder, maanden onder water blijven en ook soorten die sterk op een leven in water zijn aangepast hebben hier voordeel bij. De klauwkikker (Xenopus laevis) heeft een specialisatie bestaande uit een rij zuurstofopnemende cellen aan iedere flank, die eruitziet als een hechting.
Bij de salamanders zit het anders; alle soorten hebben longen, behalve de soorten die behoren tot de familie longloze salamanders (Plethodontidae), waarbij longen ontbreken. Omdat 378 van de 560 soorten salamanders tot de familie Plethodontidae behoort, zijn de facto de meeste soorten salamanders afhankelijk van huidademhaling. De longloze salamanders zijn echter niet aan water gebonden, maar hebben zich aan vochtige, terrestrische habitats aangepast. Alle soorten uit de andere 8 families zijn soms sterk aan water gebonden maar moeten regelmatig ademhalen aan de oppervlakte.
Een bijzonderheid is neotenie, waarbij de salamander in volwassen vorm toch zijn juveniele kenmerken behoudt, zoals de kieuwen. Dit is een voordeel bij soorten die veel in het water leven. In principe kan neotenie bij soorten uit verschillende families voorkomen, de zes soorten uit de familie Proteidae zijn allemaal neoteen en behouden de kieuwen.

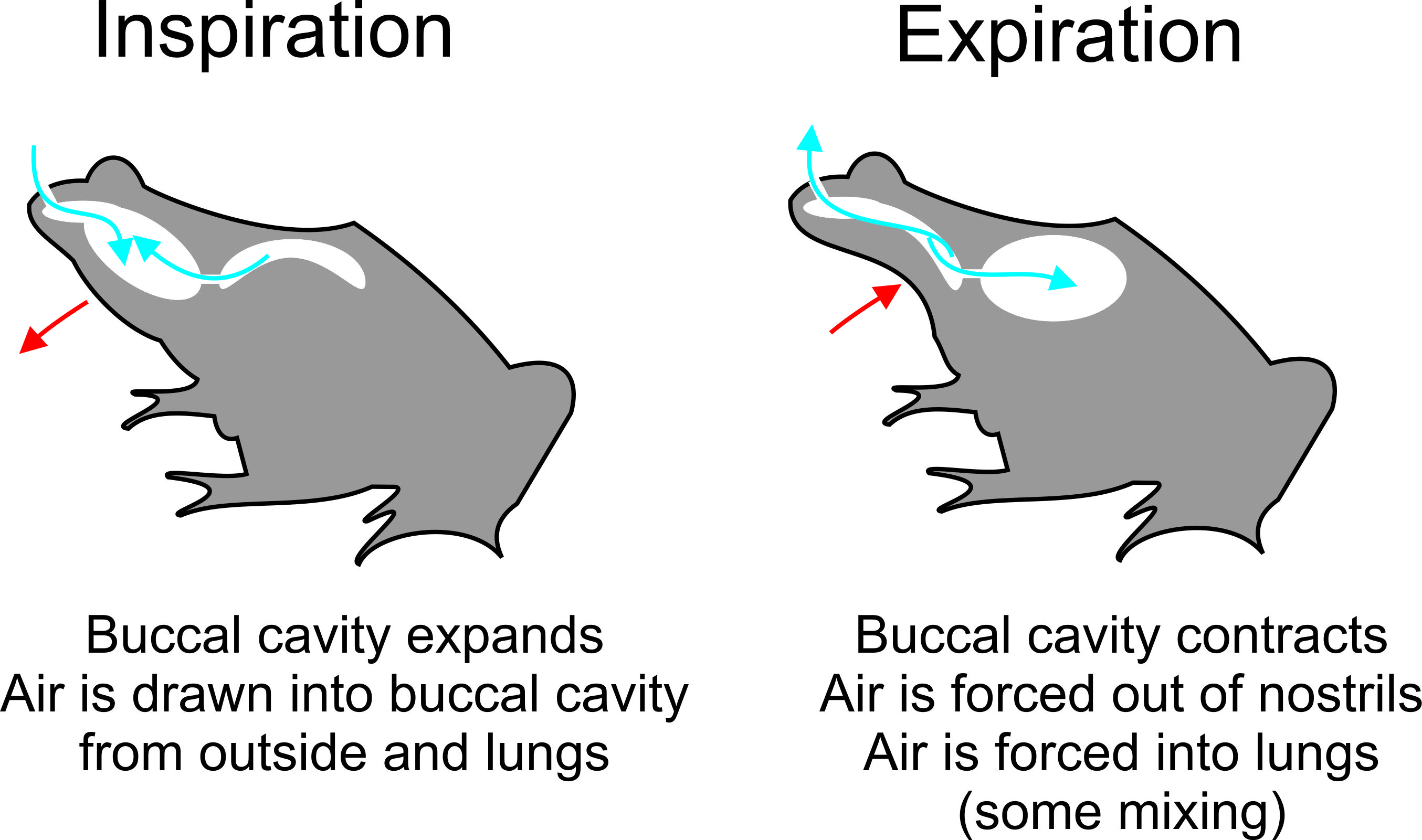
Keelademhaling met twee halen

Amfibieën weten Carrier's constraint te omzeilen met keelademhaling en huidademhaling. Enkele hagedissen als de varaan maken ook gebruik van keelademhaling.

## Vissen
Bij vissen vindt de gaswisseling onder water plaats, ze halen zuurstof door middel van kieuwen uit het water. Een aantal soorten moet continu blijven zwemmen om voldoende water langs de kieuwen te voeren om de benodigde zuurstof te verkrijgen, andere soorten zuigen water aan door de bek of keel te openen, zoals haaien of soorten die doodstil op de bodem liggen. Door de holte te sluiten, wordt het water weer naar buiten geperst.
Het water wordt door de mond en de kieuwen langs haarvaten gevoerd. Deze haarvaten nemen zuurstof op uit het water en geven koolstofdioxide af. Het water wordt door de kieuwspleten weggevoerd.
Veel larve zijn dusdanig klein dat huidademhaling voldoende is. Onder meer Ancistrus en Hypostomus ademen via de maag, die daarvoor speciaal is aangepast.

## Geleedpotigen
Geleedpotigen kunnen zowel een tracheeënstelsel hebben als kieuwachtige structuren.
Spinachtigen (Arachnida) zijn de bekendste groep van de gifkaakdragers (Chelicerata). Het is echter de enige groep waarvan alle soorten op het land leven. Spinnen hebben zogenaamde boeklongen, zo genoemd vanwege de gestapelde en gevouwen structuur van de weefsels in de ademhalingsorganen. De enige in het water levende soorten komen uit geslacht Argyroneta; deze houden net als de insecten lucht vast door de fijne lichaamsbeharing; ze leven onder water in een luchtbel welke door een fijnmazig spinnenweb wordt vastgehouden. De andere vier groepen van de Chelicerata, de zeeschorpioenen, zeespinnen (wel 8 looppoten maar geen spinnen), degenkrabben en de uitgestorven groep van zeeschorpioenen zijn zonder uitzondering in zee levende dieren en hebben kieuw-achtige ademhalingsorganen.
Kreeftachtigen leven meestal in zee, de soorten die weleens op het land komen, zoals heremietkreeften, sommige vlokreeftjes en veel krabben, bezoeken regelmatig de zee. Soorten die volledig op het land zijn aangepast, zoals de landpissebedden, behouden deze kieuw-achtige organen en zijn afhankelijk van een constante hoge vochtigheidsgraad.
Duizendpotigen, waartoe de miljoenpoten en de duizendpoten behoren, zijn de enige groep van geleedpotigen waarvan geen enkele soort in het water leeft. Vrijwel alle soorten verdrinken ogenblikkelijk in de kleinste plasjes water.

### Insecten

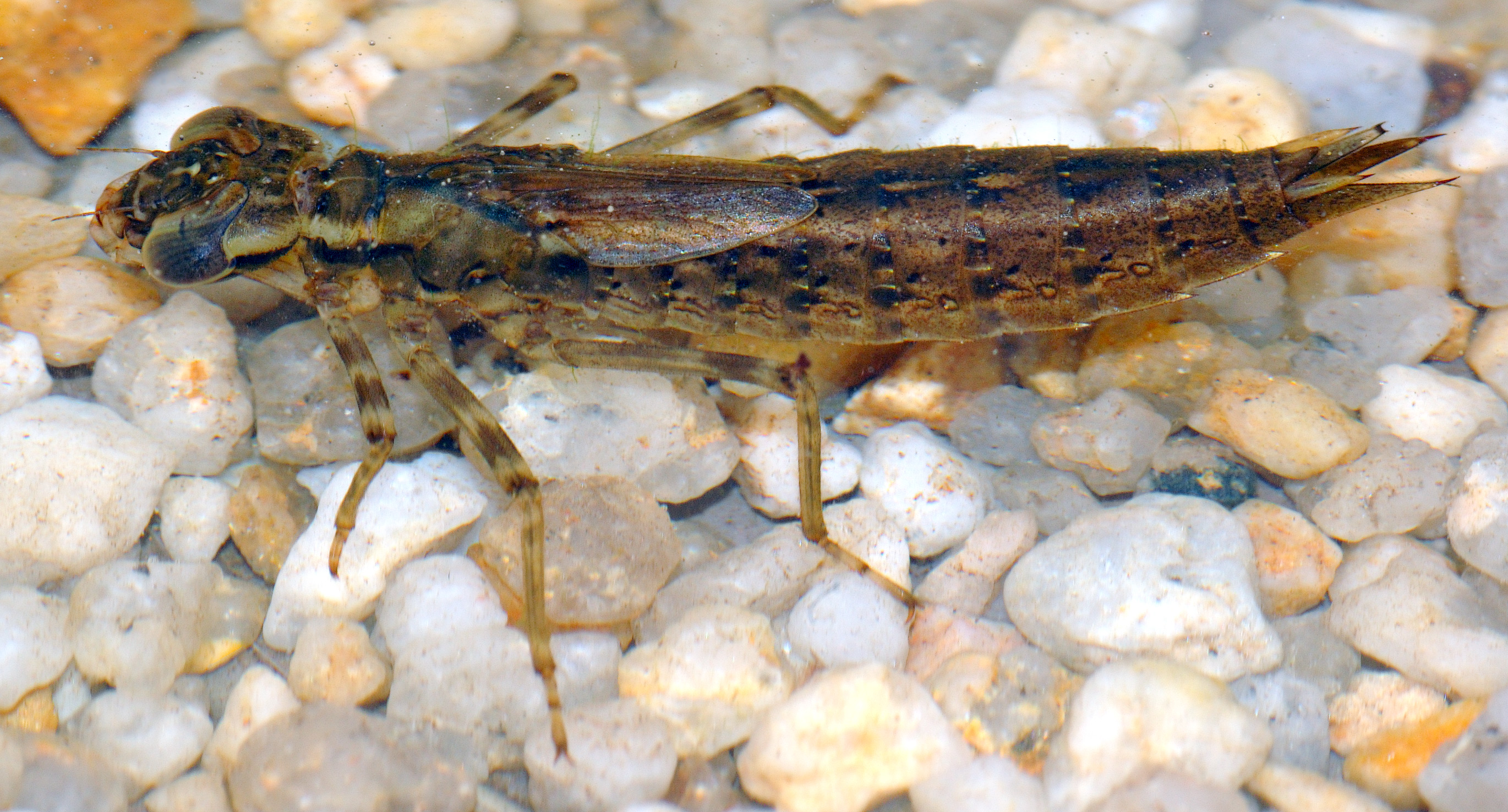
In het water levende insectenlarven, hier een bijna volgroeide larve van de blauwe glazenmaker, hebben kieuwachtige structuren om zuurstof uit het water op te nemen

Insecten vormen de grootste groep van de geleedpotigen, deze zijn vrijwel zonder uitzondering landbewonend. Insecten hebben op elk segment aan weerszijden een opening (stigma) die toegang geeft tot een trachee, via deze openingen in het uitwendige skelet diffundeert zuurstof door buizen tot vlak bij de cellen. Alle soorten die als imago in het water leven moeten daarom een luchtbel op het lichaam meenemen om over een voorraadje zuurstof te kunnen beschikken. De lucht wordt op de huid vastgehouden door fijne haartjes of onder de voorvleugels. Sommige waterwantsen hebben hiertoe een uitwendig, op een steekorgaan lijkende ademhalingsbuis, zoals de staafwants en de waterschorpioen.
De larven van een groot aantal in of bij het water levende insecten echter, hebben kieuwachtige structuren, dit geldt zowel voor de larven van waterkevers, alle libellen en waterjuffers (Odonata) en veel soorten groot- en netvleugeligen (respectievelijk Megaloptera en Planipennia).